# Ooencyrtus fulvipes
Ooencyrtus fulvipes är en stekelart som beskrevs av Hoffer 1963. Ooencyrtus fulvipes ingår i släktet Ooencyrtus och familjen sköldlussteklar.
Artens utbredningsområde är:
- Tjeckien.
- Tyskland.

Inga underarter finns listade i Catalogue of Life.